# Running on My Mind
Running on My Mind è un singolo del cantante canadese Ali Gatie, pubblicato il 28 maggio 2020 come secondo estratto dal secondo EP The Idea of Her.

## Tracce
Testi e musiche di Ali Gatie, Danny Schofield e Samuel Wishkoski.
1. Running on My Mind – 2:36

## Formazione
Musicisti
- Ali Gatie – voce, tastiera, programmazione
- DannyBoyStyles – tastiera, programmazione
- Sam Wish – tastiera, programmazione

Produzione
- Ali Gatie – produzione, registrazione
- DannyBoyStyles – produzione
- Sam Wish – produzione
- Joe Gallagher – produzione vocale, ingegneria del suono, missaggio
- Ryan Dulude – assistenza all'ingegneria del suono
- Chris Gehringer – mastering

## Classifiche
| Classifica (2020) | Posizione massima |
| ----------------- | ----------------- |
| Canada            | 92                |
| Germania          | 89                |
| Svizzera          | 47                |